# 알타 마르
《알타 마르》(스페인어: Alta mar)는 스페인의 드라마이다.

## 출연
- 이바나 바케로
- 혼 코르타하레나
- 마누엘라 베예스
- 베고냐 바르가스

### 시즌 2
- 클라우디아 트라이사크

### 시즌 3
- 마르쿠 피고시